# Aleksinački Bujmir
Aleksinački Bujmir (em cirílico: Алексиначки Бујмир) é uma vila da Sérvia localizada no município de Aleksinac, pertencente ao distrito de Nišava, na região de Ponišavlje. A sua população era de 499 habitantes segundo o censo de 2011.

## Demografia
| 1948 | 1953 | 1961 | 1971 | 1981 | 1991 | 2002 | 2011 |
| ---- | ---- | ---- | ---- | ---- | ---- | ---- | ---- |
| 580  | 587  | 640  | 579  | 604  | 587  | 557  | 499  |